# لیاسین کادامورو بن طیبه
لیاسین کادامورو بن طیبه (انگلیسی: Liassine Cadamuro-Bentaïba؛ زاده ۵ مارس ۱۹۸۸) یک بازیکن فوتبال اهل فرانسه است.